# Parque São Jorge
Parque São Jorge, tradicionalmente conhecido como Fazendinha, é a sede social do Sport Club Corinthians Paulista. Está localizado no bairro do Tatuapé, na zona leste de São Paulo. Além do Estádio Alfredo Schürig, utilizado pelas categorias de base de futebol masculino, futebol feminino e para jogos do time do Corinthians Steamrollers de Futebol Americano. São mais de 158 mil m² de área, que abriga o maior conjunto aquático brasileiro, bosques arborizados, ginásios poliesportivos, playground, quadras, espaços para eventos e completa estrutura para alimentação com restaurante e lanchonetes. Conta ainda com uma academia completa, locais para práticas desportivas e no Memorial com a exposição permanente de diversos materiais para ilustrar a paixão de toda uma nação, utilizando da tecnologia para transmitir a sua história singular.

## Edifício Sede

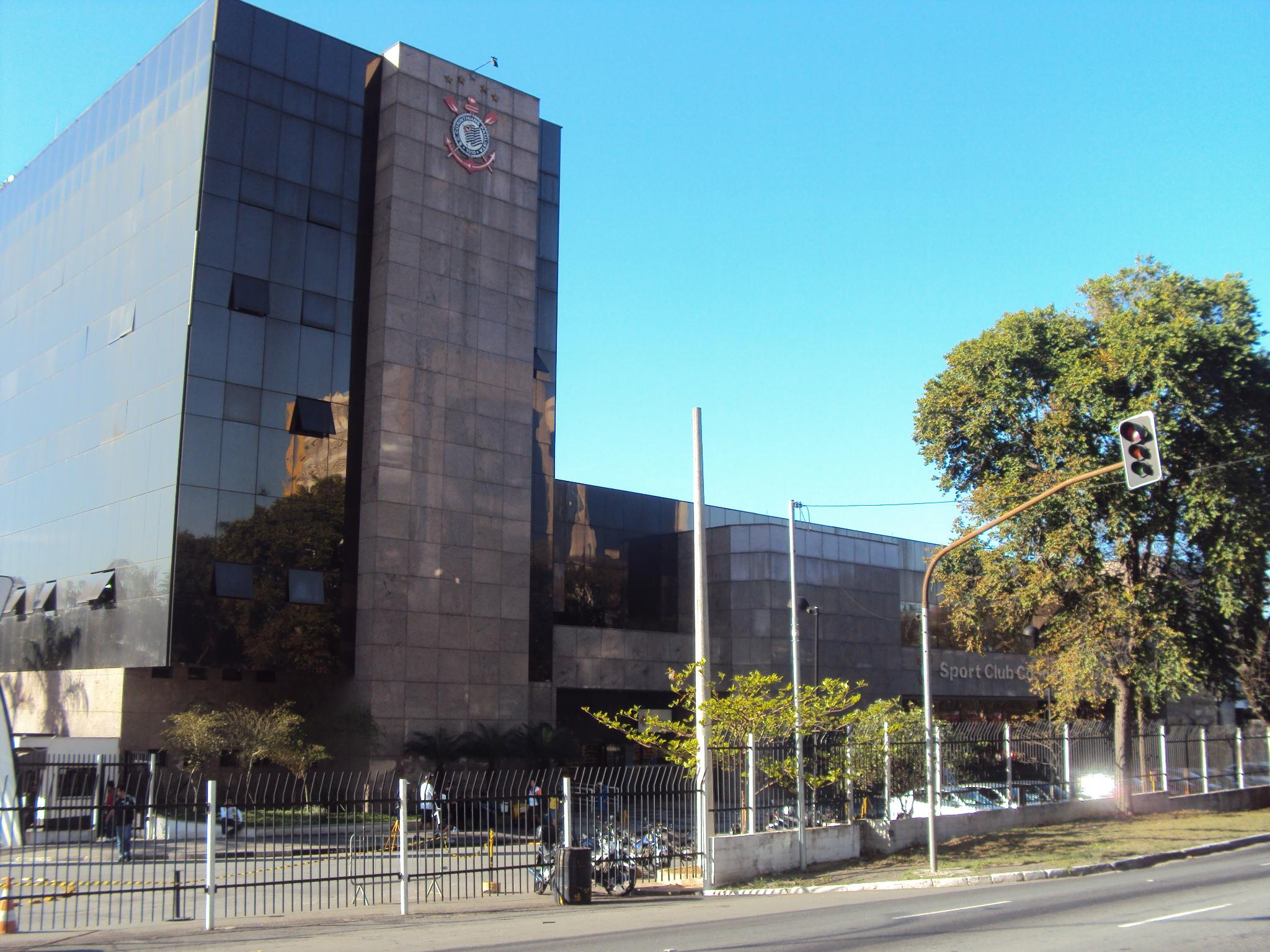
Sede administrativa e social.

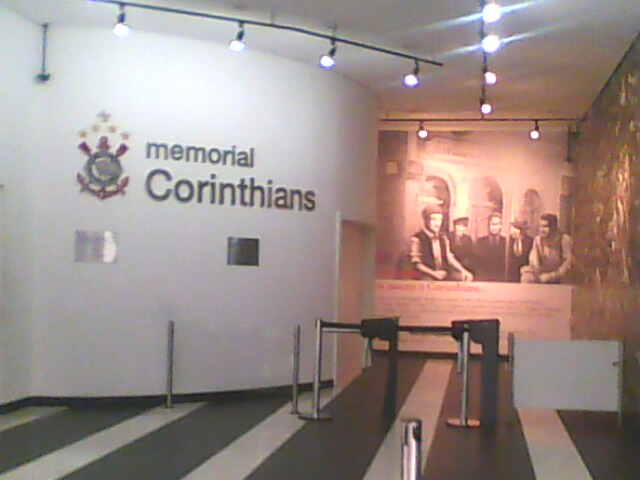
Entrada do Memorial no clube.

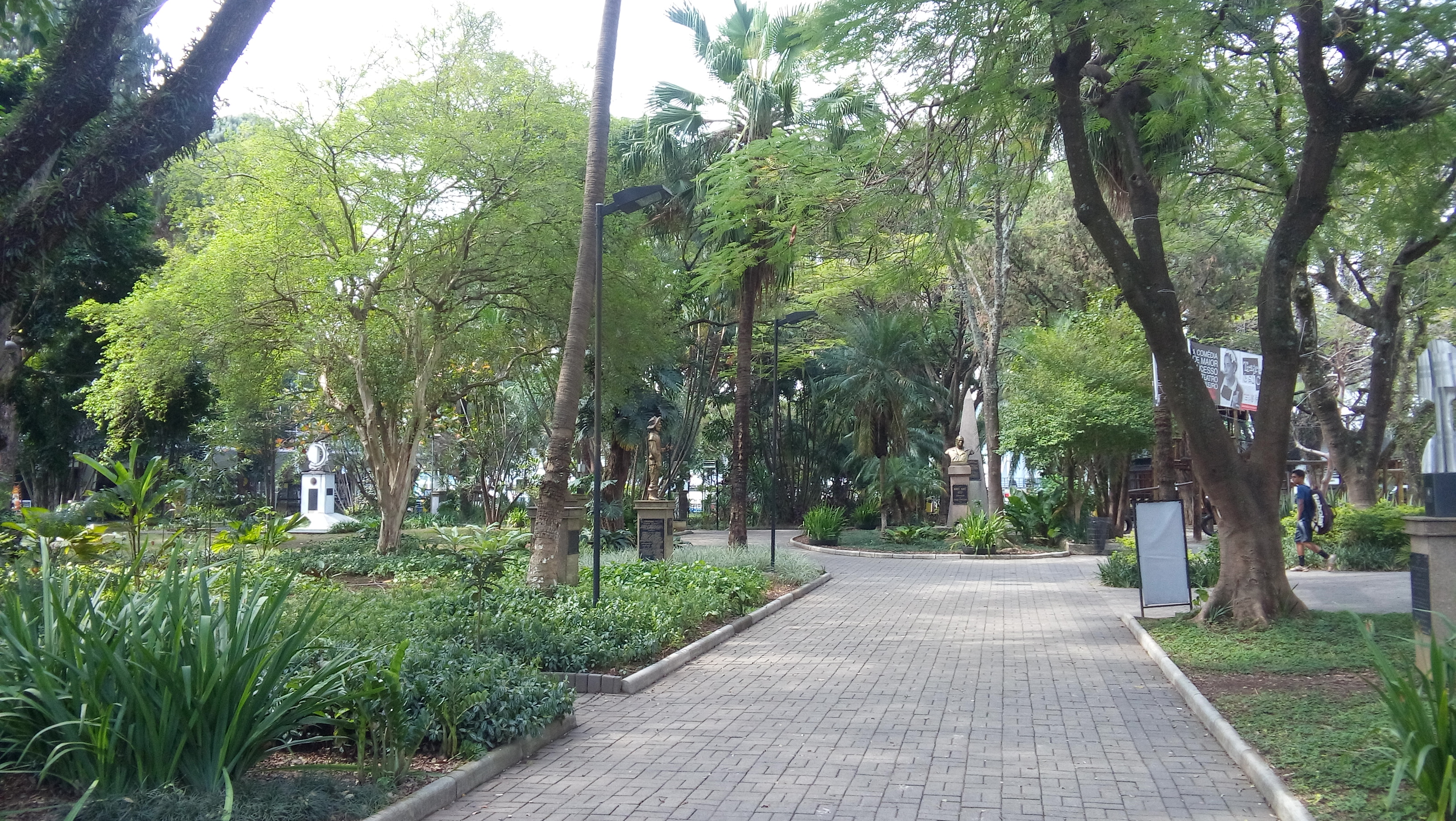
Jardins do Parque São Jorge.

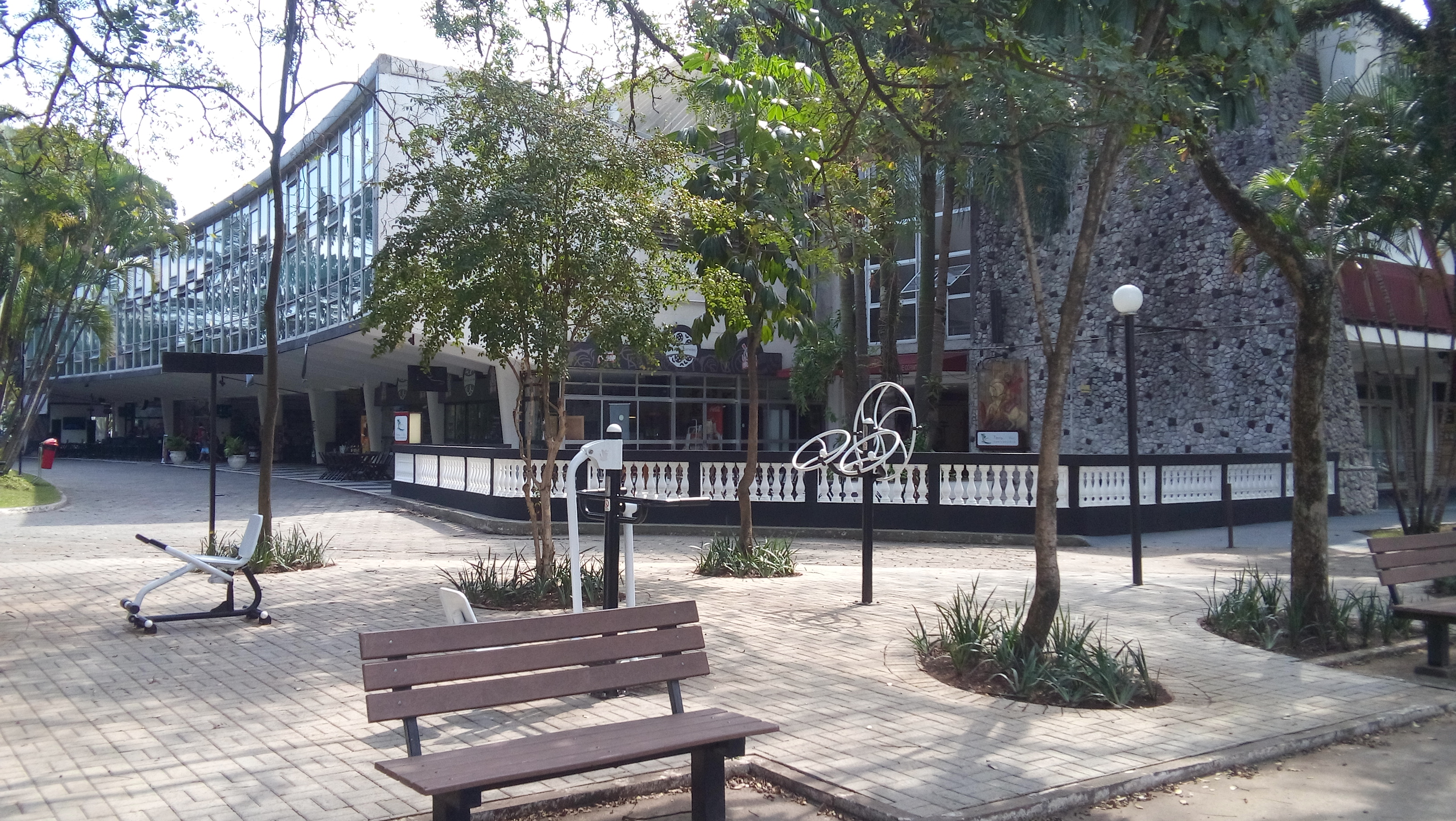
Bares do Parque São Jorge.

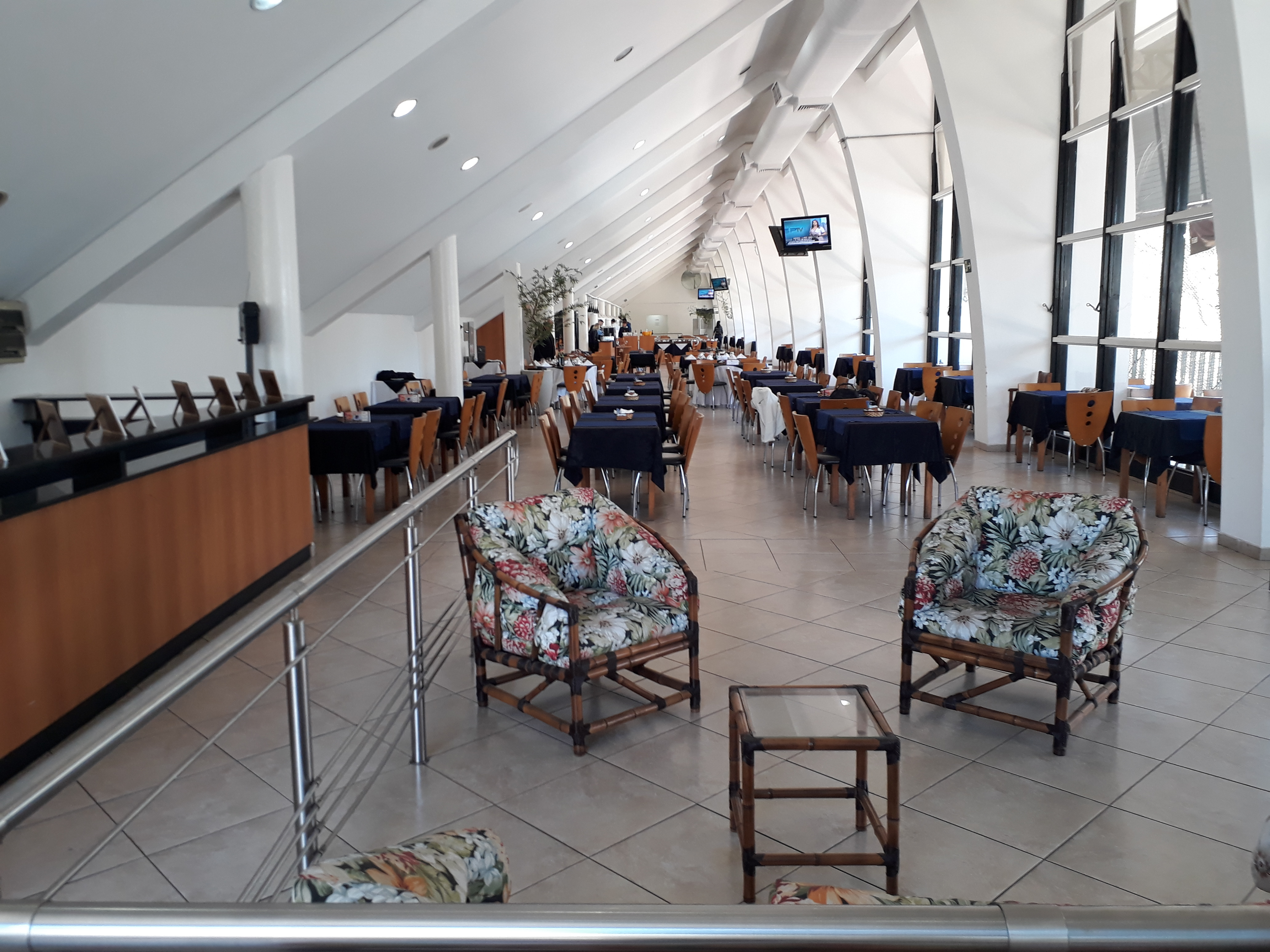
Restaurante do PSJ.

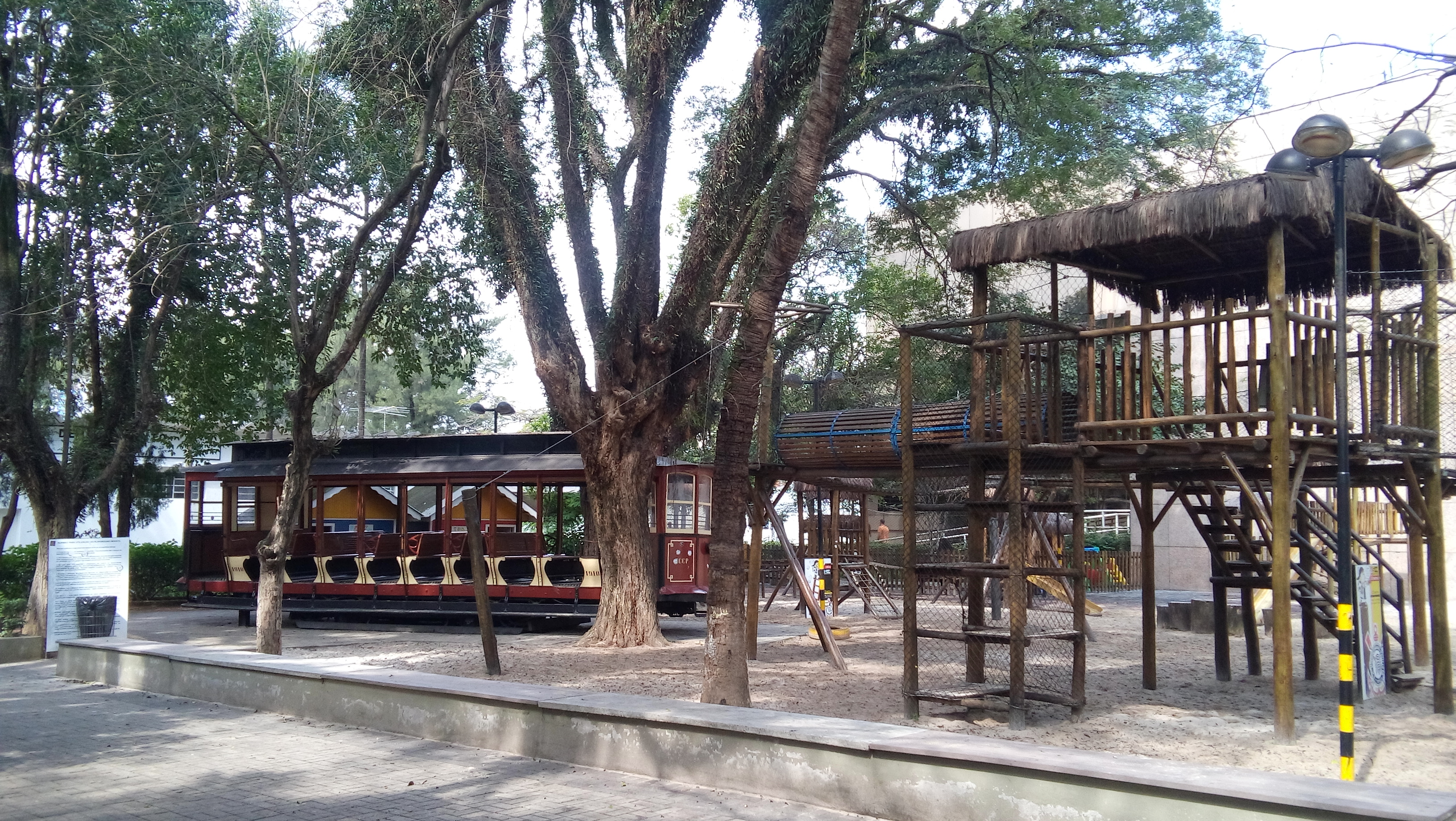
Bonde restaurado no PSJ.

Trata-se de um prédio de cinco andares totalmente informatizado revestido em mármore onde está instalada a sede administrativa corintiana. Nele destaca-se o Salão Nobre e o  Memorial do Corinthians. Na entrada do prédio está instalada a Loja Todo Poderoso, onde se pode adquirir os produtos do clube.

## Memorial do Corinthians
Inaugurado no dia 28 de janeiro de 2006, o Memorial do Corinthians  conta com vários fatos e curiosidades do clube, como todas as taças e lembranças das conquistas, telões que passam os jogos mais importantes e momentos marcantes da história do clube, filmes com os gols e as narrações das conquistas de todos os títulos, fotos de equipes corintianas, desde sua fundação em 1910, ano a ano, até os dias atuais, uma réplica de vestiário antigo com objetos reais, como chuteiras, camisetas, etc.
Também possui 42 painéis individuais, em tamanhos naturais, com fotos de jogadores históricos como Roberto Belangero, Luizinho, Teleco, Basílio, Rivelino, Sócrates, Wladimir, Ronaldo, Marcelinho, entre outros, além de caricaturas autografadas e um painel com informações sobre os mesmos.
Ao final, uma sala de cinema, com um vídeo destacando os melhores momentos de mais 100 anos de história do clube.
A inauguração contou com celebridades políticas, como o senador Romeu Tuma, o governador José Serra, o ex-governador Geraldo Alckmin, o presidente do Brasil Luiz Inácio Lula da Silva, o presidente do clube na época, Alberto Dualib (que entregou uma camisa do Corinthians ao presidente Lula), além dos antigos ídolos do clube, como Neto e o maior ídolo corintiano eleito pela torcida Marcelinho Carioca.

## Salão Nobre
Inaugurado em 25 de fevereiro de 2000 durante solenidade de entrega das faixas do time de futebol, campeão mundial de clubes da FIFA, o Salão Nobre possui amplo espaço para a realização de eventos, com acomodação de até 2200 convidados e estacionamento para 800 carros.

## Teatro
O Corinthians foi um dos primeiros clubes de futebol da cidade de São Paulo a oferecer um teatro ao público. Trata-se de um teatro modulável, que pode ser utilizado também como cinema. A construção caracteriza-se pelo projeto moderno, com muito conforto e acústica impecável. O teatro possui capacidade para até 400 pessoas, com toda a estrutura necessária para convenções, palestras, treinamento, lançamento de novos produtos, shows, cerimônias de colação de grau, produções artísticas e peças de teatro com sonorização independente para área vip, caixas de retorno de palco, microfones de mesa e de lapela, gravador de CD e mesa de som com 24 canais.

## Restaurante e Bares
Em um amplo espaço, com capacidade para atendimento de mais de 500 pessoas diariamente, o Restaurante do Parque São Jorge está sob a administração do Terra & Mar Gastronomia. A empresa é referência nos serviços de buffet para eventos, inclusive nos organizados pelo Clube. Com um cardápio sofisticado, o Restaurante Terra & Mar – Parque São Jorge oferece diversas opções de saladas, carnes, risotos, frutos do mar e uma grande variedade de sobremesas, servidos com muito conforto e requinte para todos os gostos. Além do restaurante, existem bares e lanchonetes por todas as áreas do clube.

## Biblioteca Lido Piccinini
A biblioteca é um dos maiores patrimônios do clube, graças ao jornalista Lido Piccinini, que doou sua biblioteca particular. A biblioteca reúne, entre outros documentos, inúmeras coleções de livros, artigos e reportagens sobre a história do clube, iniciada em 1910, literatura nacional e internacional, registros de ex-atletas, encadernações de jornais e periódicos esportivos.

## Megaloja Poderoso Timão

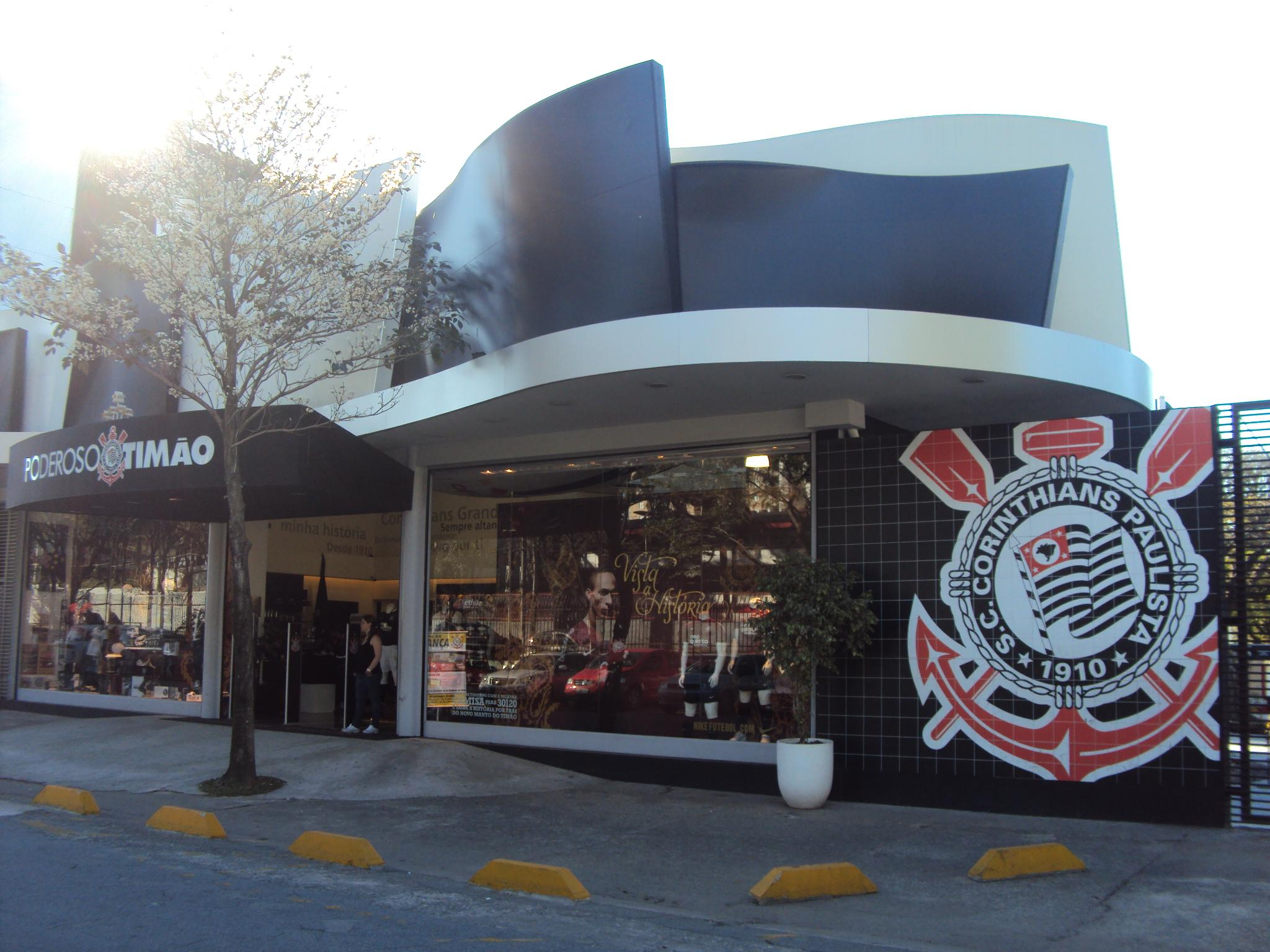
Megaloja Poderoso Timão.

Às vésperas do ano do centenário do Corinthians, o clube paulista e a Roxos e Doentes inauguram nesta terça-feira, dia 15, a Megaloja Poderoso Timão, no Parque São Jorge. Com 400m², a maior loja oficial do time passa a ser integrada ao Memorial do Corinthians. Entre as novidades está uma arquibancada com 11 manequins uniformizados, simbolizando a equipe corinthiana  

## Chute inicial
Atualmente, cerca de 20 mil corintianos fazem parte do projeto "Chute Inicial", o qual visa formar crianças tanto esportivamente como socialmente, através de uma rede de franquias totalmente integradas, que adota conceitos modernos e metodologia própria de ensino. Esse patamar muito engrandece o Sport Club Corinthians Paulista, mas também nos alerta para o desafio de cuidar das milhares de crianças de todo o Brasil que estão matriculadas em nossas escolas licenciadas.

## Capela de São Jorge

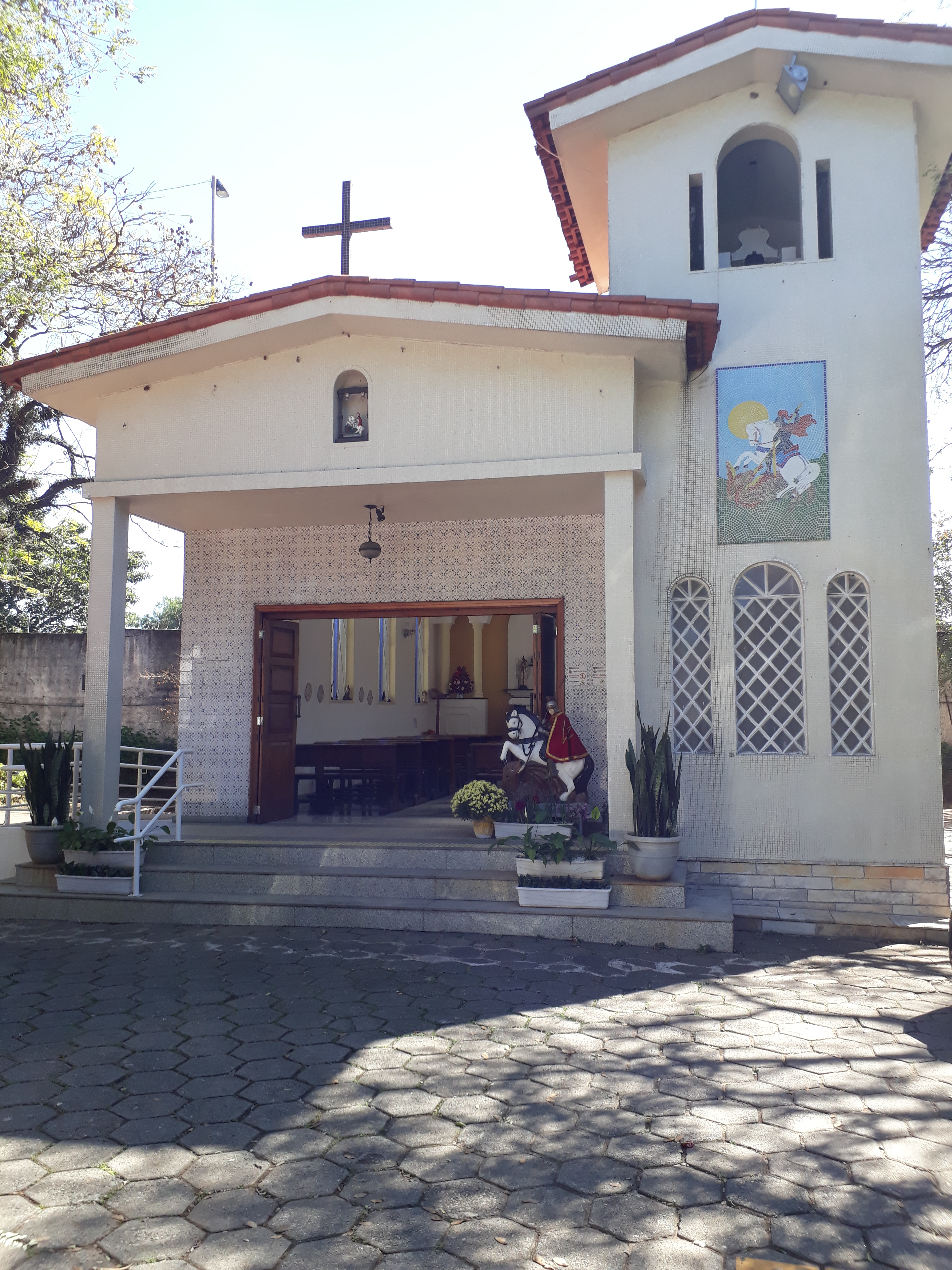
Capela.

A capela foi inaugurada em 26 de Novembro de 1967, na gestão do Presidente Wadih Helu, mas a ideia da sua construção surgiu em meados de 1956. No dia 23 de abril é realizada a "Festa de São Jorge", em Louvor ao Santo Padroeiro, com a realização de festejo religioso com procissão pelas ruas do bairro e celebração da Santa Missa, que ao longo dos anos vem ganhando um grande número de fiéis. No primeiro domingo de cada mês é realizada a Missa para a Família. É também realizado o sacramento do batismo sob a devoção de São Jorge aos sábados, no horário das 14h e 15h.
Segundo a Arquidiocese do Estado de São Paulo, a capela construída dentro da Sede Social do Corinthians é a única dedicada a São Jorge no Estado de São Paulo. Sua consagração ocorreu em 1994, pelo Cardeal Arcebispo de São Paulo (e também corinthiano), Dom Paulo Evaristo Arns, após a chegada de uma imagem esculpida em madeira da Turquia. Na capela está uma das imagens de São Jorge talhada à mão, original do Vaticano.

## O "Terrão"

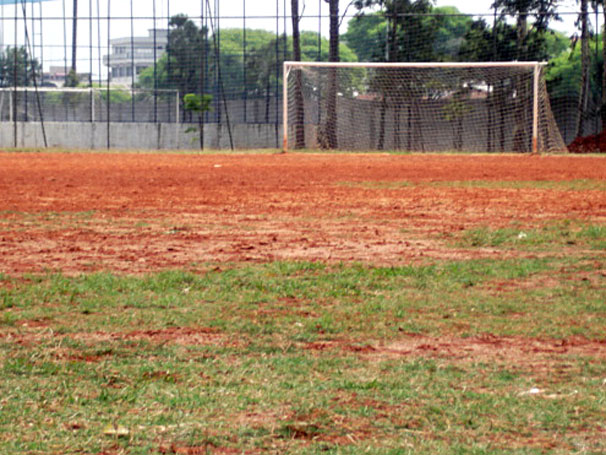
Campo do terrão foi "aposentado" em 2009.

O campo onde as peneiras eram realizadas era chamado de "terrão", tendo esse apelido pois se tratava de um campo de terra batida com muitos buracos.
Este campo de treinamento foi muito utilizado em meados da década de 1980, onde os primeiros futebolistas que começaram no juniores subiram para a equipe profissional, destaque para Paulo Sérgio e Ronaldo.
Ao longo dos anos, o clube manteve a estrutura que continuou revelando talentos nos anos seguintes, como na década de 1990 (Dinei, Viola, Zé Elias, Sylvinho, Cris e Fernando Baiano entre outros) e na década de 2000, (Anderson, Rosinei, Jô, Dentinho, Boquita e Dodô entre outros), onde a maioria se destacou no futebol brasileiro e no europeu também.
Os jogadores revelados sempre tiveram espaço na equipe principal, como por exemplo em 2005, onde na primeira partida pelo Campeonato Paulista 9 dos 11 titulares do clube eram "filhos do terrão" 
Em 2008, visando um processo de modernização, o clube desistiu do campo de terra e substituiu por grama sintética, mas manteve um pequeno campo com terra para treinamentos.

## CePROO
O CePROO - Centro de Preparação e Reabilitação Osmar de Oliveira, é um centro de reabilitação á jogadores idealizado pelo consultor médico Joaquim Grava construído em 2008 pela administração Andrés Sanchez.
O nome é uma homenagem ao ex-médico do Corinthians na década de 1970, e atualmente falecido, ex-jornalista da TV Bandeirantes.
O projeto custou cerca de R$ 1 milhão e conta com aparelhos de de última geração para musculação e fisioterapia, além de piscina, cozinha e vestiários, para atender jogadores do próprio clube e jogadores de outros clubes que estivem dispostos a se tratar no Corinthians. Na cerimônia, estiveram presentes o homenageado, médico do Corinthians nos anos 1970, o presidente Andrés Sanches, o técnico Mano Menezes, o médico Joaquim Grava e o secretário Municipal de Esportes e Lazer, Walter Feldman.
Atualmente o centro de reabilitação dispõe de:
- Vestiário dos atletas
- Vestiário da comissão técnica
- Sala de aquecimento
- Sala de musculação
- Sala de edição de vídeo
- Sala da comissão técnica
- Sala da rouparia
- Sala de hidroterapia
- Piscina
- Salas do departamento médico e de fisioterapia
- Sala de podologia
- Sala da T.I. (Tecnologia da Informação)

## Parque Aquático

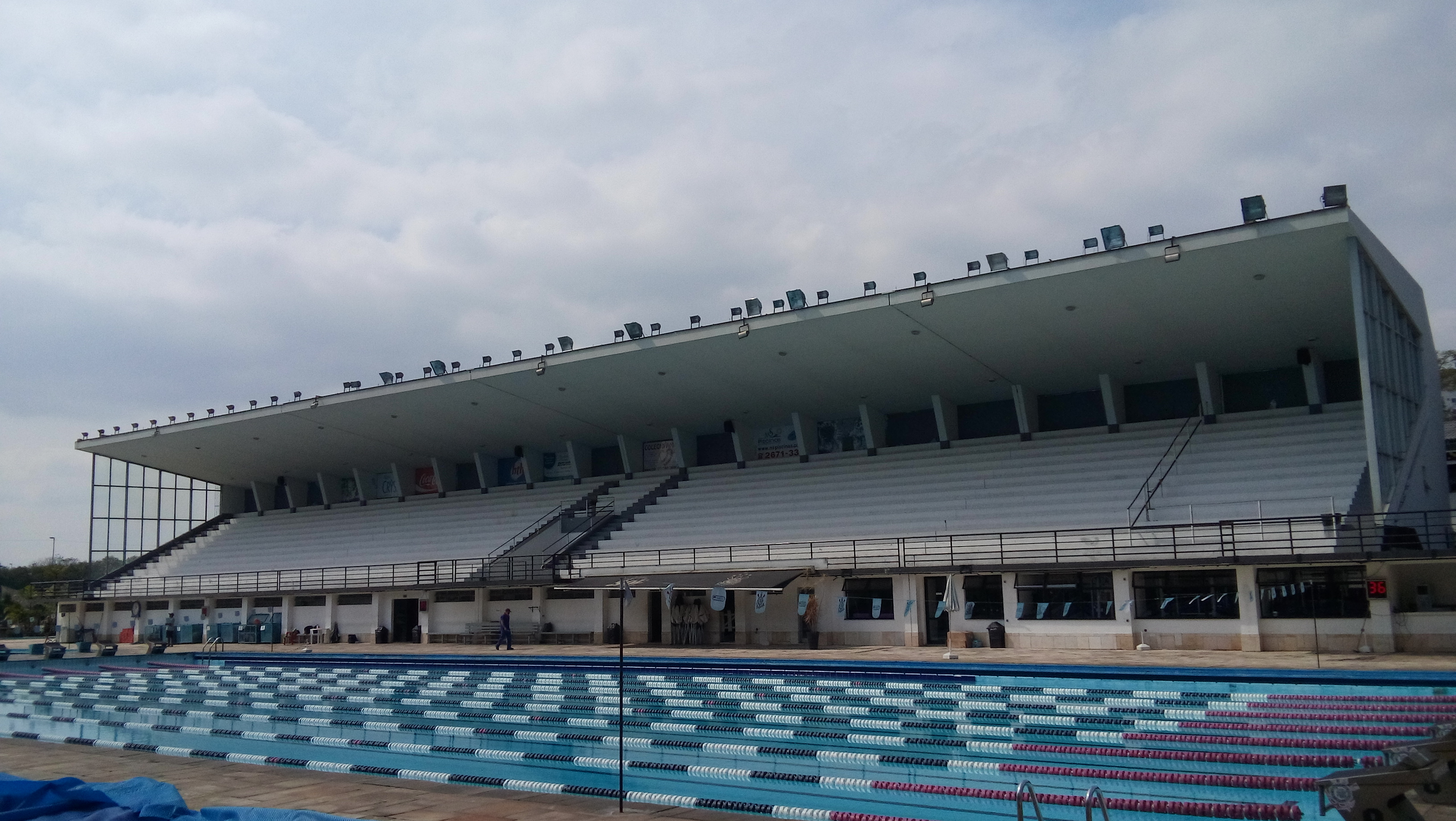
Conjunto Aquático Mário Xavier.

O Corinthians abriga o maior parque aquático brasileiro, com sete piscinas, sendo duas aquecidas, uma de onda, de correnteza, meia lua, uma para crianças de até cinco anos, uma de ilha, cinco escorregadores e um tobogã.
A natação do Corinthians teve início por volta de 1926, sendo praticada no rio Tietê. Na 1960, época em que o futebol da equipe amargava um jejum de títulos importantes, a natação alcançava a maior quantidade de conquistas, vencendo quatro Troféus Brasil de Natação (atual Troféu Maria Lenk), além de competições estaduais.

## Ginásio

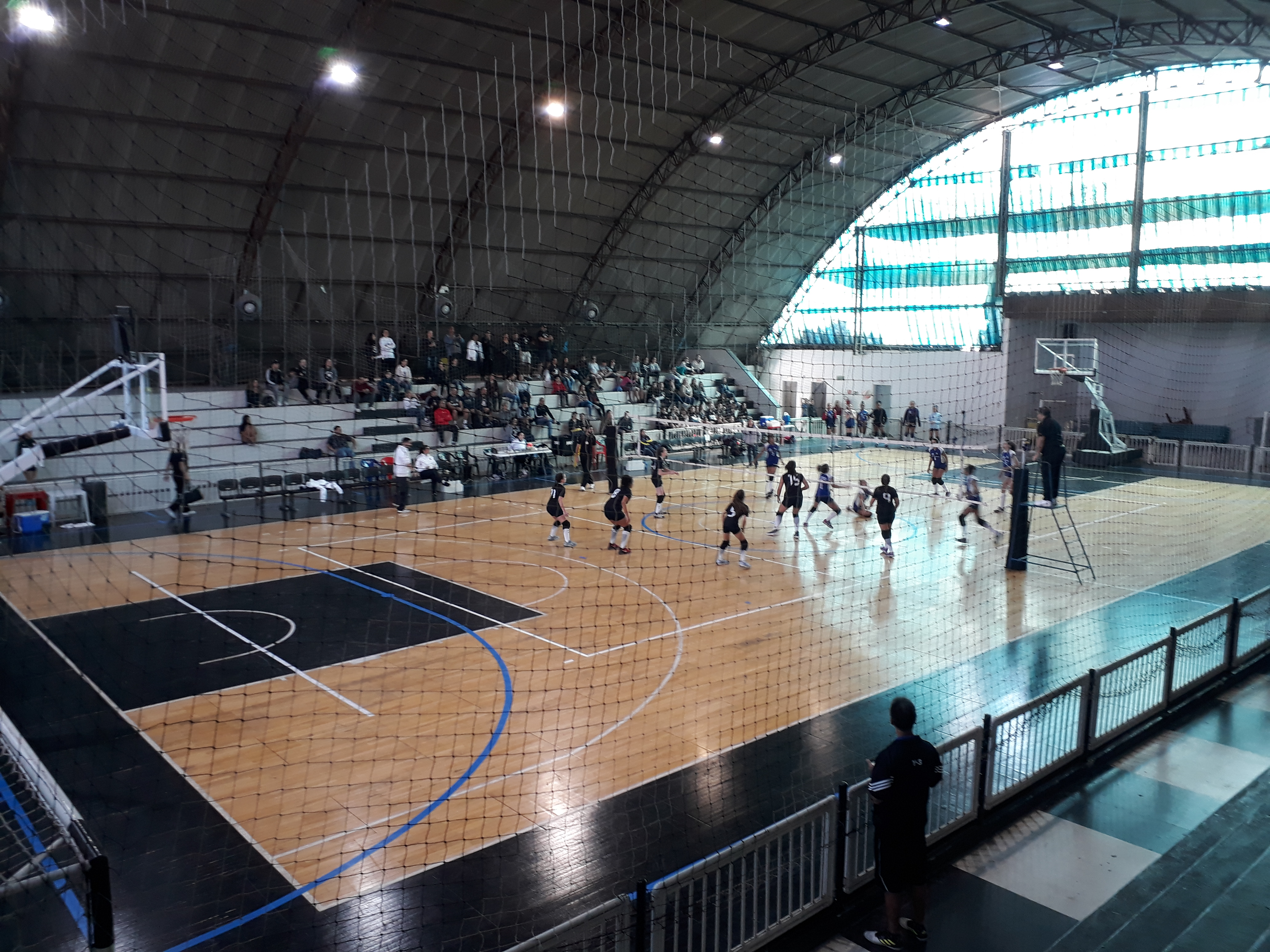
Mini Ginásio, localizado no Parque São Jorge.

É a maior arena esportiva coberta particular da cidade de São Paulo, com capacidade para 7.000 pessoas sentadas. Existe ainda, o Mini Ginásio que é utilizado pelas categorias de base de alguns esportes, como vôlei e basquete, por exemplo.
Ao longo de sua história recebeu diversos eventos esportivos, entre eles jogos dos tempos áureos do basquete corintiano, com atletas como Rosa Branca, Wlamir Marques e Angelim, destacando a vitória em 1964 por 118 a 109 sobre o Real Madrid CF, então campeão europeu. Foi o primeiro jogo de basquete disputado no Brasil em que os dois times passaram da contagem centenária. Anos depois, grandes do basquete, como Oscar, campeão brasileiro pelo Corinthians em 1996, também atuaram ali.
No boxe, foi palco de lutas de Éder Jofre e Adilson José Rodrigues, o Maguila. No dia 18 de maio de 1986, reuniu seis mil torcedores no ginásio para acompanhar a revanche contra o argentino Walter Daniel Falconi, ao vivo pela TV Bandeirantes com narração de Luciano do Valle, valendo o título sul-americano dos pesos pesados. Vitória do brasileiro por nocaute, no sétimo assalto.
Além do boxe e do basquete, o ginásio do Parque São Jorge foi utilizado por vários outros esportes, como futsal, handebol e voleibol. Além disso, também foi palco de eventos sociais. Chegou a receber mais de 15 mil pessoas em suas arquibancadas na década de 1960.

## Estádio Alfredo Schürig
O Estádio Alfredo Schürig, mais conhecido como Parque São Jorge, tem capacidade para 16 mil pessoas. Está localizado no complexo esportivo Parque São Jorge, no bairro de mesmo nome Parque São Jorge, no distrito do Tatuapé na região leste da Cidade de São Paulo. A área situada às margens do Rio Tietê pertencia ao E.C. Sírio e foi comprada pelo presidente Ernesto Cassano, por 28 mil contos de réis, em 1928, pagos em prestações por um período de dez anos. O presidente Alfredo Schurig com a ajuda financeira dos sócios do clube promoveu numerosas melhorias no campo, construiu arquibancadas e batizou com seu próprio nome a nova casa do Corinthians.
O estádio ainda sem ter iluminação, foi inaugurado em 22 de julho de 1928, num jogo amistoso contra o América carioca. A partida terminou empatada em 2 a 2 e foi vista por 2 mil pessoas, capacidade máxima do estádio na época. Os dois gols corintianos foram marcados por De Maria, sendo o primeiro deles aos 29 segundos do primeiro tempo.
O sistema de iluminação do estádio foi inaugurado a 25 de fevereiro de 1961, numa noite de gala do Corinthians, que derrotou o Flamengo do Rio por 7 a 2. Hoje o estádio é usado para treinos do time profissional e partidas do time B e das categorias de base.